# Tessieria
Tessieria is een geslacht van uitgestorven zee-egels uit de familie Hemiasteridae.

## Soorten
- Tessieria senegalensis Collignon, 1949 †